# Manganiceladonita
La manganiceladonita és un mineral de la classe dels silicats. Rep el seu nom per la celadonita i el manganès, en al·lusió als cations octaèdrics trivalents dominants Mn3+ en lloc de Fe3+.

## Característiques
La manganiceladonita és un fil·losilicat de fórmula química KMgMn3+Si₄O10(OH)₂. Va ser aprovada com a espècie vàlida per l'Associació Mineralògica Internacional l'any 2015. És l'anàleg amb Mn3+ de la celadonita. Conté traces de Mn4+ i de liti. Cristal·litza en el sistema monoclínic. Es tracta d'una mica de transició entre di- i trioctaédrica. És el segon mineral de potassi-magnesi-manganès després de la lipuïta.

## Formació i jaciments
Va ser descoberta a la mina Cerchiara, a Borghetto Vara, a la Vall de Vara (Província de La Spezia, Itàlia). Es tracta de l'únic indret on ha estat trobada aquesta espècie mineral. Sol trobar-se associada a altres minerals com la calcita, l'hematites i la braunita.